# 西爾瓦尼亞鎮區 (密蘇里州斯科特縣)
西爾瓦尼亞鎮區（英語：Sylvania Township）是位於美國密蘇里州斯科特縣的一個行政鎮區。

## 地方資料
西爾瓦尼亞鎮區的面積為164.11平方千米，當中陸地面積為163.67平方千米，而水域面積為0.44平方千米。根據2020年美國人口普查的數據，當地共有人口2147人，而人口密度為每平方千米13.08人。